# 1037
Cette page concerne l'année 1037  du calendrier julien.
L'année 1037 est une année commune qui commence un mercredi .

## Événements
- Janvier (date probable)[1] : Harold Ier Pied de lièvre (Harefoot) est élu roi d'Angleterre. Emma de Normandie se réfugie à Bruges (fin en 1040)[2].

- 28 mai : l'empereur Conrad II le Salique, qui assiège Milan défendue par l'archevêque Aribert,  promulgue l'edictum de beneficiis qui établit l'hérédité des anciens fiefs italiens[3].

- 4 septembre : le roi Bermude III de León est battu et tué lors de la bataille de Tamarón. Ferdinand Ier le Grand, roi de Castille, fait la conquête du León[4].
- Septembre : Pons devient comte de Toulouse (fin en 1060). Il épouse Almodis de la Marche en 1040[5].

- 15 novembre : Eudes II de Blois est battu et tué par le duc Gothelon Ier de Lotharingie dans le comté de Bar ; Thibaud Ier devient comte de Blois (fin en 1089)[3].

- 25 décembre : l'empereur Conrad II le Salique pille et brûle partiellement la ville de Parme en répression d'une rixe entre les habitants et sa suite[6].

- Révolte de la Dioclée conduite par le prince serbe Stefan Voislav contre la domination byzantine (fin 1037-début 1038). Il fonde la dynastie des Vojislavljević[7].
- Intervention en Sicile du catapan d’Italie, Constantin Oropos. Il bat à plusieurs reprises les troupes africaines, délivre des milliers d’esclaves chrétiens, mais ne peut se maintenir dans l’île[8].
- Béatrice de Bar épouse Boniface III de Toscane[9].
- Un évêque grec est envoyé à Kiev qui devient le siège d’une métropole rattachée au patriarcat de Constantinople[8].
- Geoffroi, abbé de Vézelay, réforme la règle en s’inspirant des usages de Cluny. Pour assurer la prospérité de l’abbaye, il fait rédiger un recueil de miracles (1037-1043) qui affirme que les restes de Sainte Marie-Madeleine reposent à Vézelay[10]. Des pèlerins affluent de toute la Gaule et l’abbaye devient le point de départ d’un des chemins de Saint-Jacques-de-Compostelle.
- Éruption du Vésuve[11].